# Radek Lípa
Radek Lípa (* 8. prosince 1979) je český regionální politik, starosta města Zákupy na Českolipsku. Od roku 2020 zastupitel Libereckého kraje a od roku 2014 místopředseda hnutí SLK.
Do zastupitelstva obce Zákupy kandidoval poprvé a úspěšně v roce 2006 na kandidátce ODS jako nezávislý kandidát. V následujících volbách do zastupitelstev obcí v roce 2010 kandidoval za lokální sdružení Nezávislé moderní Zákupy, které získalo 21,7 % hlasů, což stačilo na 2. místo za kandidátkou KSČM. Po těchto volbách se stal městským radním a hlavně starostou města. V roce 2012 se stává členem Starostů pro Liberecký kraj (SLK), kteří v Zákupech nestaví samostatnou kandidátku a R. Lípa nadále kandiduje za lokální uskupení Nezávislé Moderní Zákupy.
V dalších volbách (2014, 2018 a 2022) do zastupitelstva Zákup sdružení Nezávislé moderní Zákupy přesvědčivě vyhrává (62, 70, a 68 % hlasů) a R. Lípa obhajuje funkci starosty.
V letech 2012, 2016 a 2020 kandidoval za SLK do Zastupitelstva Libereckého kraje, úspěšný byl až na třetí pokus. Ve volbách v roce 2024 obhájil z pozice člena hnutí SLK post zastupitele Libereckého kraje.
Původní profesí je lesník a má 2 děti.